# Aleksandr Brener
Aleksandr Brener (en ruso: Александр Бренер; Almaty, Kazajistán, 1961 
) es un artista de performances. Sus actuaciones incluyen defecar frente a una pintura de Vincent van Gogh en el Museo de Bellas Artes Pushkin de Moscú, practicar el sexo con su mujer en la calle (en pleno invierno moscovita de 1994), interrumpir lecturas de poesía y vandalizar obras de arte. Sus acciones y las de otros artistas como Oleg Kulik se enmarcan dentro de lo que Degot llama acciones post-traumáticas, propias de la liberación emocional y el afán de provocación de ciertos artistas tras el final de la Guerra Fría.
Brener se masturbó en público desde el trampolín de una piscina construida durante la etapa soviética en el emplazamiento de una iglesia ortodoxa destruida.
Durante la campaña rusa contra Chechenia, Brener apareció en la Plaza Roja de Moscú vestido de boxeador gritando hacia el Kremlin: ¡Yeltsin, sal!
Fue encarcelado en 1997 por pintar un signo de dólar sobre la pintura Suprematismo 1920-1927 de Kasimir Malevich, que mostraba una cruz, en el Museo Stedelijk Museum de Arte Moderno de Ámsterdam, Holanda. En su defensa en el juicio, Brener dijo:
«La cruz es un símbolo de sufrimiento, el signo del dólar es un símbolo de comercio e intercambio.
¿Desde un punto de vista humanitario son las ideas de Jesucristo de mayor valor significancia que las del dinero?
Lo que yo hice no fue contra la pintura. Veo mi acto como un diálogo con Malevich».
Recibió una condena de cárcel, donde escribió Obosani pistolet. En este texto explica sus opiniones y resume sus acciones. 
Ha coescrito Bukaka Spat Here (Bukaka escupió aquí), Tattoos auf Gefangenissen (Tatuajes desde la cárcel), y Anti-technologies of resistance (Antitecnologías de resistencia) con Barbara Schurz.